# 1986 en Lorraine
Chronologie de la Lorraine
- 1982
- 1983
- 1984
- 1985
- 1986
- 1987
- 1988
- 1989
- 1990

Cette page est une liste d'événements qui se sont produits durant l'année 1986 en Lorraine.

## Événements

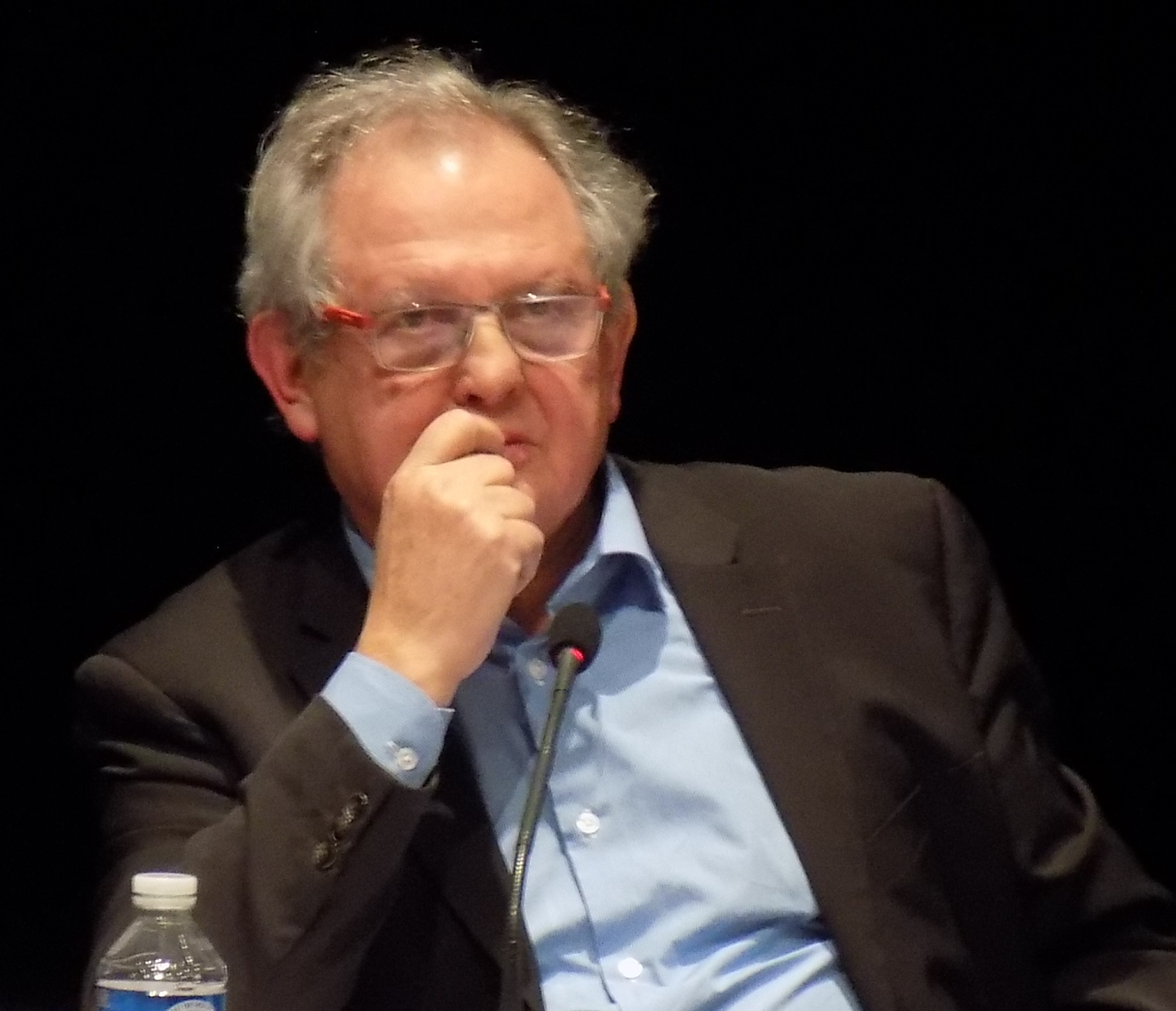
Jean-Yves Le Déaut en 2015

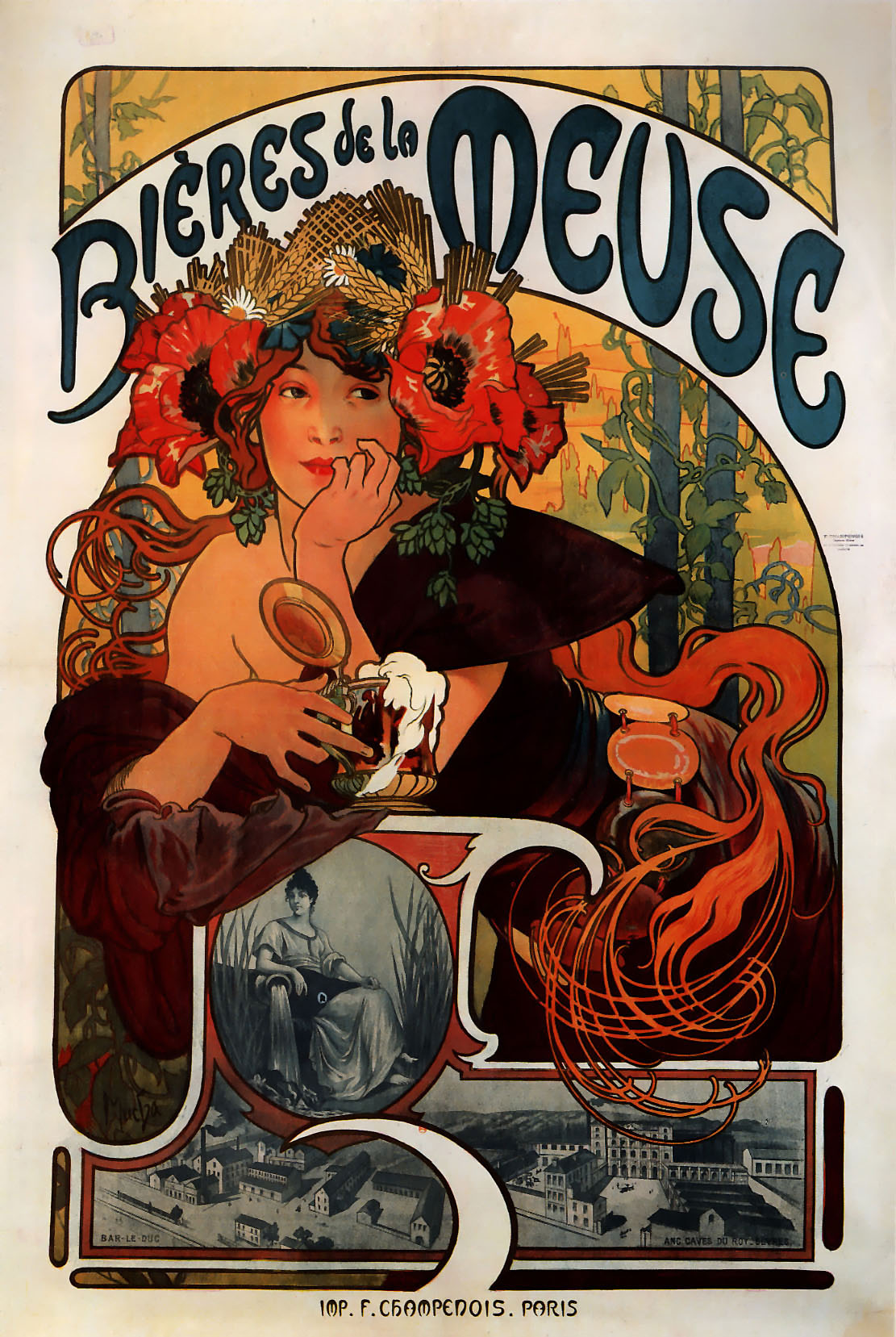
Cette affiche publicitaire réalisée par Alfons Mucha en 1897 pour promouvoir les bières de la Meuse a été reprise dans l'iconographie du musée européen de la bière.

- Mise en service de la Centrale nucléaire de Cattenom[1].
- Fusion de Usinor et de Sacilor qui regroupe les activités sidérurgiques du Nord et de l'Est dans le même ensemble[2].
- L'ASPTT Metz remporte le Championnat de France de handball féminin de Division 2.
- Ouverture du Musée de la Bière occupant une ancienne malterie, 17 rue du Moulin à Stenay dans la Meuse[3].
- Fondation de :
  - l'association linguistique Gau un Griis[4].
  - la Société d'histoire de Nancy[5].
- Victoire en Coupe d'été du FC Metz face à l'AS Cannes 2-1[6].
- Pascal Thomasse et Patrick Maine remportent le rallye de Lorraine sur une Renault 5 Turbo[7].
- Fermeture de la brasserie Yeutzer-Bräu à Yutz[8].
- Sont élus députés au scrutin proportionnel pour la huitième législature de la cinquième république :
  - en Meurthe-et-Moselle : Jean-Paul Durieux réélu dans la 7e circonscription; Job Durupt, socialiste, réélu dans la 2e circonscription; Colette Goeuriot, membre du parti communiste français, réélue dans la 6e circonscription; Jean-Yves Le Déaut, Parti socialiste;
  - en Meuse : Jean-Louis Dumont;
  - en Moselle : Jean-Marie Demange, membre du RPR; René Drouin, réélu; Guy Herlory, membre du Front National; Denis Jacquat; Jean Laurain, réélu; Pierre Messmer, président du groupe RPR à l'Assemblée nationale; Charles Metzinger; Jean Seitlinger : réélu ; Jean Kiffer (DVD); Jean-Louis Masson (RPR);
  - dans les Vosges, 4 députés élus à la proportionnelle : Maurice Jeandon (RPR); Christian Pierret (PS); Philippe Séguin (RPR). Remplacé par Alain Jacquot (RPR) à partir du 3 avril 1986; Gérard Welzer (DVG).
- La Mission téléfilm de Michel Guillet est tourné en partie à Bazailles[9].
- La Cristallerie de Saint-Louis fête ses 400 ans[1].

- 7 mars : la société Etablissements Eugène Sholtès est placée en liquidation judiciaire avec une clôture pour insuffisance d'actif le 5 avril 2007[10].
- 10 mars : Thierry Tulasne remporte le tournoi de tennis de Lorraine[11].
- 16 mars : les élections régionales [12] portent au Conseil Régional une majorité qui choisit en avril Jean-Marie Rausch (UDF-CDS) comme président[2].
- 25 mai : arrêt du dernier haut fourneau des Aciéries de Pompey, le HF1 à ferro-manganèse. La crise de la sidérurgie avait déjà mené à l'arrêt d'un haut fourneau en 1984, suivi d'un second en 1985. 4000 salariés sont concernés[2].
- Juin  : création du Technopôle Metz 2000[2].
- Août 1986 : Sidolina Mota est élue reine de la mirabelle[13].
- 28 septembre : Double meurtre de Montigny-lès-Metz[14],[2].
- 10 octobre, neuf anti-nucléaires des associations "Robin des bois" et "Robinwood" escaladent une tour de refroidissement d'une tranche de la centrale nucléaire de Cattenom alors en construction[15].

## Inscriptions ou classements aux titre des monuments historiques

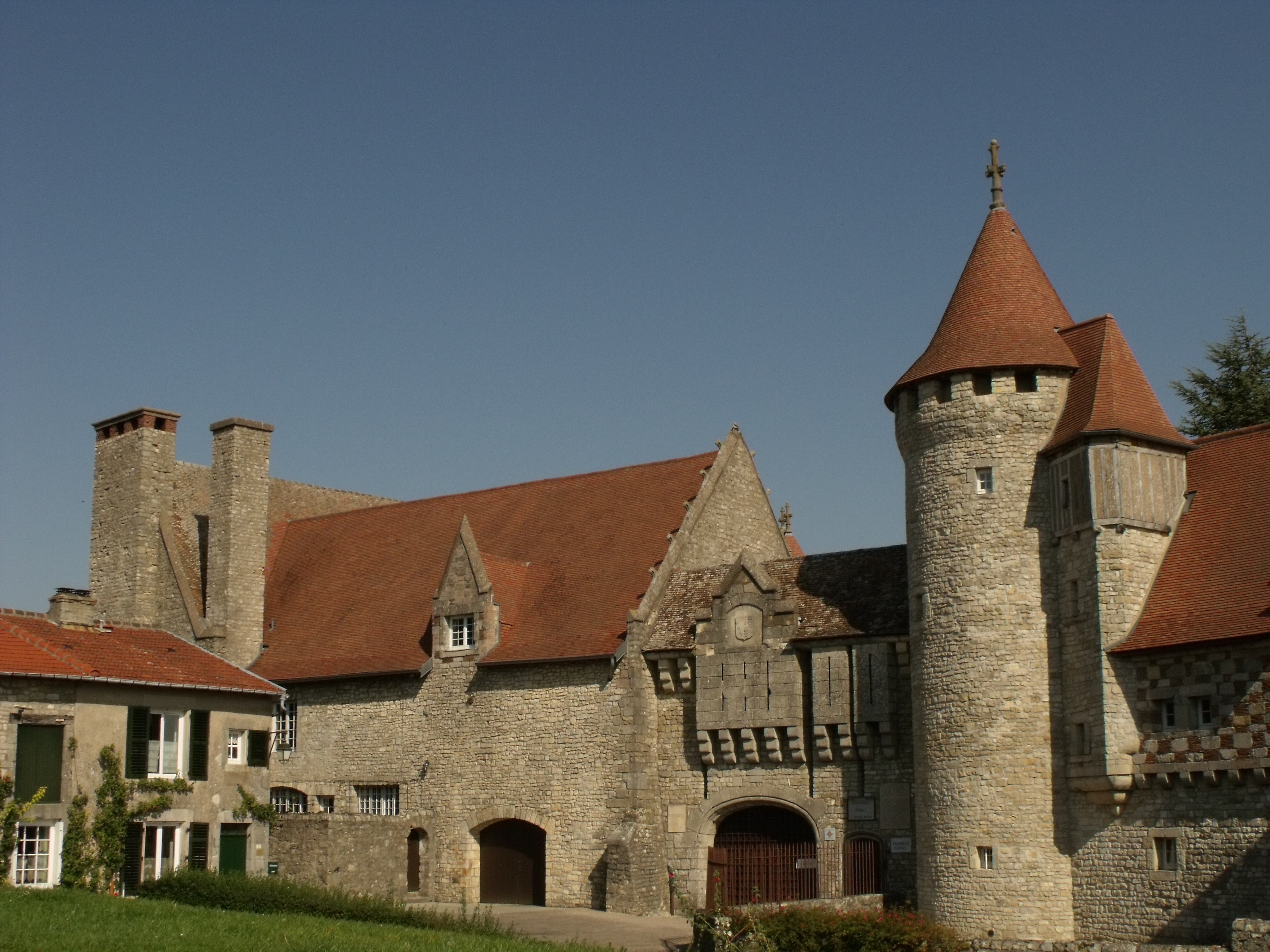
Château d'Hattonchâtel

- En Meurthe-et-Moselle : Château de Clémery[16]; Prieuré de Flavigny-sur-Moselle[17].

- En Meuse : Abbaye de Lachalade[18]; Musée de la Bière à Stenay[19]; Château d'Hattonchâtel[20]

- En Moselle : Château de Preisch[21]; Site archéologique de Bliesbruck[22]; Abbaye Sainte-Croix de Bouzonville[23]; Château de Pange[24]; Couvent des Carmes de Vic-sur-Seille[25]; Abbaye de Saint-Arnould de Metz[26]

- Dans les Vosges : Église Sainte-Libaire de Rambervillers[27]; Château de Lichecourt[28]; Château de Thuillières[29]

## Naissances

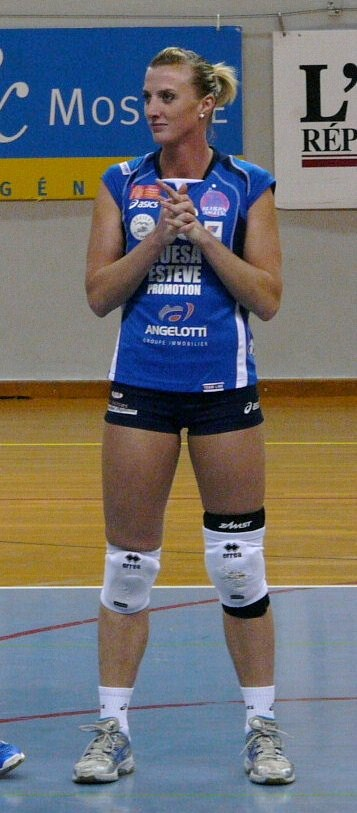
Hélène Schleck

- Julia Charler, chanteuse et musicienne, auteure-compositrice-interprète. Elle pratique sous le nom de Isla.
- 11 janvier à Forbach : Damien Weber, joueur français de rugby à XV. Il joue au poste de pilier gauche notamment au sein de l'effectif du Stade français Paris puis du Colomiers rugby.
- 17 février à Remiremont : Claire Mougel, athlète française, spécialiste du trail.
- 26 février à Metz : Baptiste Schmisser, footballeur français. Il évolue depuis 2019 au KM Torhout comme défenseur.
- 12 mars à Nancy : Julien Bestron, joueur français de basket-ball. Il joue au poste de pivot.
- 9 avril à Metz : Thibaut Blanqué, joueur français de basket-ball. Il joue au poste d'ailier.
- 6 mai à Saint-Max : Manuel da Costa, footballeur international luso-marocain évoluant au poste de défenseur central[30]. Il évolue actuellement au F91 Dudelange.
- 13 mai à Nancy : Hélène Schleck, joueuse française de volley-ball[31]. Elle mesure 1,81 m et joue réceptionneuse-attaquante. Elle totalise 45 sélections en équipe de France.
- 16 mai à Lunéville : Céline Lapertot, écrivaine française.
- 19 mai à Metz : Dame Traoré, footballeur international qatarien. Il est défenseur (arrière central).
- 9 avril à Metz : Thibaut Blanqué, joueur français de basket-ball évoluant au poste d'ailier.
- 17 avril à Nancy : Benjamin Choquert , athlète français spécialiste des courses de fond, il pratique également le duathlon et remporte le championnat de France courte distance en 2015 et 2016.
- 14 mai à Nancy : Pierre-Yves Ragot, joueur de handball français. Il joue au poste d'arrière gauche.
- 15 mai à Bar-le-Duc : Anaïs Delva, chanteuse et comédienne française.
- 9 juillet :
  - Épinal : Élodie Soulard, accordéoniste française.
  - à Laxou : Sœur Rose-Claire Lyon (1986 - 2013), religieuse française de la congrégation des Petites Sœurs Disciples de l'Agneau, surnommée « Sourire de Jésus »[32]. Depuis sa mort, elle fait l'objet d'une réputation de sainteté.
  - à Neufchâteau (Vosges) : Gervaise Pierson, ancienne handballeuse internationale française, évoluant au poste de gardienne de but.
- 19 juillet à Nancy : Jean Hingray, homme politique français. Membre de l’Union des démocrates et indépendants (UDI) et des Centristes (LC), il est élu maire de Remiremont en 2016 et sénateur des Vosges en 2020.
- 28 juillet à Épinal : Maxime Mermoz, joueur international français de rugby à XV qui joue au poste de centre.
- 29 juillet à Nancy : Éléonore Darmon est une violoniste française.
- 9 août à Metz : Nicolas Farina, footballeur français . Il jouait au poste de milieu offensif ou d'ailier au SO Cholet.
- 13 août à Saint-Dié-des-Vosges : Xavier Pentecôte, footballeur français qui évoluait au poste d'avant-centre.
- 17 août à Thionville : Julien Quercia, joueur de football français. Il joue au poste d'attaquant à l’Entente sportive de Richemont depuis la saison 2022-2023. Il y découvre les joies et les difficultés de la deuxième division de district après avoir porté les couleurs du FC Lorient, de l'AJ Auxerre et du FC Sochaux et tout dernièrement celle de l'ASPSF Thionville (devenue Union sportive Thionville-Lusitanos en 2021).
- 23 août :
  - à Metz : Mickaël Bimboes, joueur de pelote basque et freeride français qui a participé aux compétitions du Freeride World Tour. Il est également vidéaste web, et tient quatre chaînes YouTube, Winteractivity, WA FPV, Passion Rénovation etWA T'AUTO.
  - à Sarrebourg : Fabien Di Filippo, homme politique français.
- 5 novembre à Longwy : Pierre Croce, humoriste et vidéaste web français.
- 16 décembre à Woippy : Vincent Gérard, joueur français de handball qui joue au poste de gardien de but. International depuis 2013, il est notamment champion d'Europe en 2014, champion du monde en 2017 et champion olympique en 2021.

## Décès
- 4 août à Nancy : Léo Schaya (Abd al-Quddûs, en islam) (1916-1986), auteur suisse pérennialiste d'origine juive.